# Rektascensja

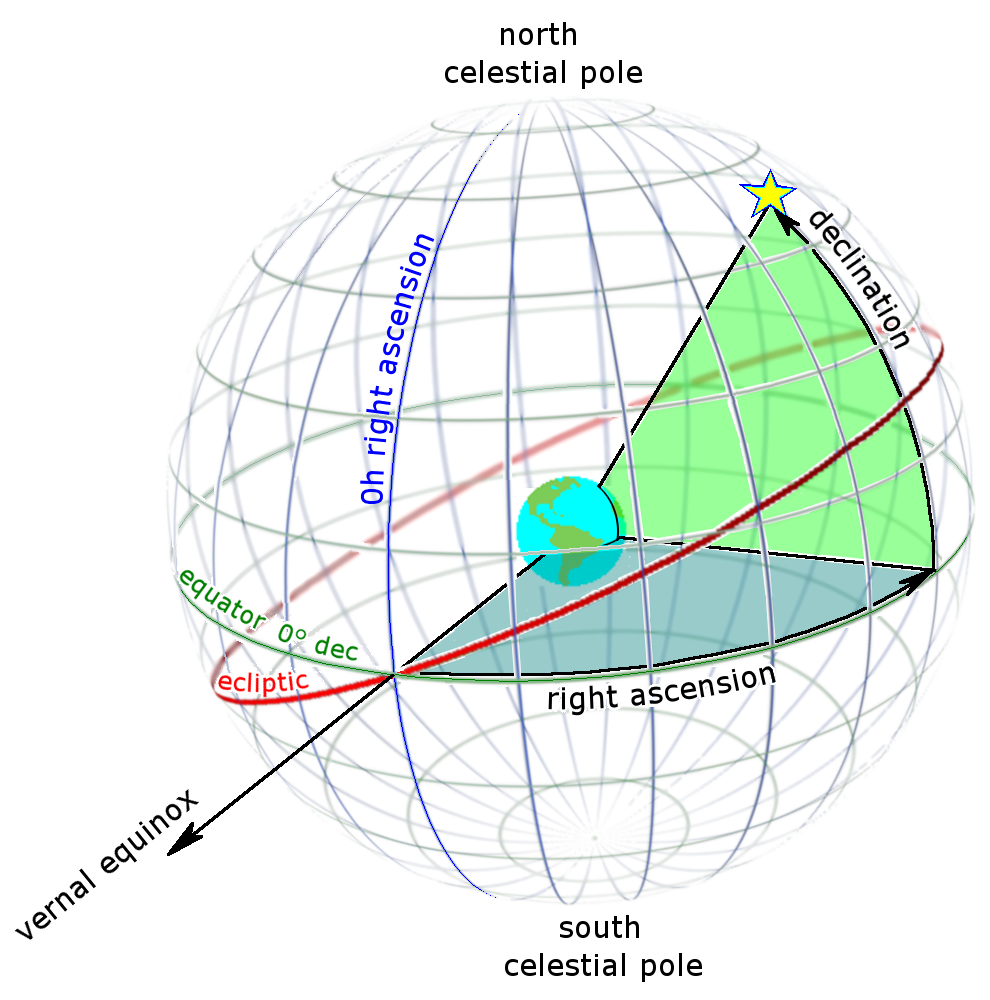
Rektascensja (ang. – right ascension) i deklinacja zaznaczone na sferze niebieskiej

Rektascensja, α (łac. recta ascensio – „wznoszenie proste”) – jedna ze współrzędnych astronomicznych, określających położenie ciała niebieskiego na sferze niebieskiej w układzie współrzędnych astronomicznych zwanym układem równikowym równonocnym.
Definiujemy ją jako kąt dwuścienny pomiędzy płaszczyzną koła godzinnego punktu równonocy wiosennej (rektascensja równa 0h) a płaszczyzną koła godzinnego obiektu. Rektascensję nalicza się w kierunku na wschód, zgodnym z rocznym ruchem Słońca. Przyjmuje ona wartości z zakresu od 0h do 24h.
Współrzędna ta nie ulega zmianie na skutek ruchu obrotowego Ziemi, jak w przypadku kąta godzinnego. Zmianę współrzędnych, w tym deklinacji, powoduje precesja (ruch punktu Barana).